# اچ‌ام‌ان‌زداس هاویا (۲۰۰۷)
اچ‌ام‌ان‌زداس هاویا (۲۰۰۷) (به انگلیسی: HMNZS Hawea (2007)) یک کشتی بود که طول آن ۵۵ متر (۱۸۰ فوت ۵ اینچ) بود. این کشتی در سال ۲۰۰۷ ساخته شد.